# 헬러집박쥐
헬러집박쥐 또는 삼부루집박쥐(Neoromicia helios)는 애기박쥐과에 속하는 박쥐의 일종이다. 케냐와 소말리아, 탄자니아 그리고 우간다에서 발견된다.

## 특징
작은 박쥐로 전체 몸길이가 60~75mm이고 전완장은 26~30mm, 꼬리 길이는 26~34mm, 귀 길이는 5~11mm이고 몸무게는 최대 6g이다. 털은 짧고 부드러우며 무성하다. 등 쪽은 연한 갈색부터 누르스름한 연한 갈색까지 띠는 반면에 배 쪽은 좀더 밝다.

## 생태
세네갈야자나무 잎과 초가 지붕 사이에 혼자 또는 최대 12마리까지 무리를 지어 생활한다. 하루종일 동면 상태에 빠지기도 한다. 땅으로부터 약 2~5m 위를 나는 작은 곤충을 포식하여 먹는다. 보통 11월 한 번, 2마리의 새끼를 낳는다. 12월 또는 1월초까지 젖을 먹인다. 짝짓기는 5월과 8월 사이에 이루어진다.

## 분포 및 서식지
소말리아 남부와 수단 남부, 우간다, 케냐, 탄자니아의 아프리카 동부 지역에 널리 분포한다. 해발 400m와 1,3333m 사이의 아카시아와 콤미포라로 이루어진 활엽수림과 사바나 수림한계선과 해안가 숲, 이소베르리니아 숲에서 서식한다.